# 39 Cancri
39 Cancri, som är stjärnans Flamsteed-beteckning, är en ensam stjärna,belägen i den mellersta delen av stjärnbilden Kräftan. Den har en skenbar magnitud av ca 6,39 och kräver åtminstone en handkikare för att kunna observeras. Baserat på parallax enligt Gaia Data Release 2 på ca 5,3 mas, beräknas den befinna sig på ett avstånd på ca 614 ljusår (ca 188 parsek) från solen och ingår i den öppna stjärnhopen Praesepe (Messier 44). Den rör sig bort från solen med en heliocentrisk radialhastighet på ca 34 km/s.

## Egenskaper
39 Cancri är en gul till vit jättestjärna av spektralklass G8+ III-IIIb, som anger att den förbrukat förrådet av väte i dess kärna och utvecklats bort från huvudserien. Den har en massa som är ca 2,9 solmassor, en radie som är ca 12 solradier och utsänder från dess fotosfär ca 105 gånger mera energi än solen vid en effektiv temperatur av ca 5 000 K.